# كليفتون أ. هال
كليفتون أ. هال (بالإنجليزية: Clifton A. Hall)‏ هو مهندس معماري أمريكي، ولد في 1826 في بوسطن في الولايات المتحدة، وتوفي في 1913 في بروفيدنس في الولايات المتحدة.